# Cryptaranea
Cryptaranea es un género de arañas araneomorfas de la familia Araneidae. Se encuentra en  Nueva Zelanda.

## Lista de especies
Según The World Spider Catalog 12.0:
- Cryptaranea albolineata (Urquhart, 1893)
- Cryptaranea atrihastula (Urquhart, 1891)
- Cryptaranea invisibilis (Urquhart, 1892)
- Cryptaranea stewartensis Court & Forster, 1988
- Cryptaranea subalpina Court & Forster, 1988
- Cryptaranea subcompta (Urquhart, 1887)
- Cryptaranea venustula (Urquhart, 1891)